# مشروع دستور مصر 1954
بعد قيام ثورة يوليو، شُكلت لجنة سنة 1953 مكونة من خمسين من أبرز الشخصيات السياسية والثقافية والقضائية والعسكرية تحت قيادة رئيس الوزراء علي ماهر لوضع دستور جديد للبلاد. ولكن عندما قُدِمَت المسودة في سنة 1954 إلى مجلس قيادة الثورة تم تجاهلها وأُهمِلَت إلى أن عثر عليها المؤرخ صلاح عيسى بمعاونة كلاً من المستشار طارق البشرى والدكتور أحمد يوسف أحمد عميد المعهد العالى للدراسات العربية التابع لجامعة الدول العربية في صندوق كان قد وضع في أحد مخازن مكتبة المعهد.
يستند نص مشروع دستور 1954 إلى النسخة التي عثر عليها الكاتب والمؤرخ صلاح عيسى عام 1999، في صندوق المهملات، كان موضوعاً في بدروم مكتبة المعهد العالى للدراسات العربية، التابع للجامعة العربية، بمعونة من د. «أحمد يوسف أحمد» عميد المعهد، وقام صلاح عيسى بنشر المسودة في كتابه «دستور قي صندوق القمامة» في عام 2001. وهي نسخة يرجح المؤرخ طارق البشري أن تكون النسخة الشخصية الخاصة بالفقيه الدستورى عبد الرزاق السنهوري الذي كان عضواً بلجنة الخمسين التي وضعت الدستور، إذ كان هو الذي أشرف على تأسيس مكتبة المعهد العالى للدراسات العربية.
وهي نسخة مصفوفة بالآلة الكاتبة، على ورق أرز، ومجلدة بورق مقوى، ومعنونة بـ«نص المشروع قبل التعديلات التي أدخلتها لجنة الصياغة في يوليو وأغسطس 54».. وتتضمن شطباً وإضافة لعبارات وجمل، رجح ناشر الوثيقة أن تكون بخط عبد الرزاق السنهوري.. كما رجح أن يكون النص الذي نشره هو الصياغة الأخيرة للدستور، ووضع الكلمات والعبارات المشطوبة بين قوسين هلاليين ونضع الكلمات والعبارات المضافة داخل قوسين رأسيين.